# 张衡墓
张衡墓是为了纪念东汉时期科学家、文学家张衡而修建的陵墓，位于河南省南阳市石桥镇小石桥村。张衡墓为全国重点文物保护单位及全国科普教育基地。

## 博物馆
南阳市张衡博物馆共有馆藏文物1030件，三级以上藏品600余件，类别有石、陶、瓷、金银、铜铁、书画等。